# Флавий Флоренций (консул 429 г.)
Вижте пояснителната страница за други личности с името Флавий Флоренций.
Флавий Флоренций (на латински: Flavius Florentius) е политик на Източната Римска империя през 5 век.

## Биография
Флоренций е сириец и на 6 ноември 422 г. става praefectus urbi на Константинопол. Той е преториански префект на Илирия през 428 – 430 г. и след това през 438 – 439 г. на Изтока.
През 429 г. Флоренций е консул заедно с Флавий Дионисий. Между 444 и 448 г. получава титлата patricius.